# أحمد علي خان
أحمد علي خان (مواليد 7 يناير 1981) هو ملاكم باكستاني، مثّل بلاده في الألعاب الأولمبية الصيفية 2004.

## وصلات خارجية
أحمد علي خان على موقع أوليمبيديا (الإنجليزية)